# Parlamentswahl in der Türkei 2007
- DTP: 22
- DSP: 13
- CHP: 99
- ANAP: 2
- DP: 1
- AKP: 341
- MHP: 71
- BBP: 1

Die vorgezogene Wahl zur 23. Großen Nationalversammlung der Türkei fand am 22. Juli 2007 statt. Gewählt wurden die 550 Abgeordneten des nationalen Parlaments. Die Neuwahlen kamen zustande, weil die 11. Präsidentschaftswahl am Mindestquorum scheiterte und kein Präsident gewählt werden konnte. Die Verfassung schreibt in diesem Fall Neuwahlen vor, so verkündete das Verfassungsgericht gemäß § 101 der Verfassung das Vorziehen der Wahl, die turnusgemäß erst im Oktober 2007 stattfinden sollte. Das Parlament beschloss am 3. Mai 2007, die Parlamentswahl vorzuziehen und am 22. Juli 2007 abzuhalten.
Drei Parteien schafften den Einzug in das Parlament: die Partei für Gerechtigkeit und Aufschwung (AKP), die Republikanische Volkspartei (CHP) und die Partei der Nationalistischen Bewegung Milliyetçi Hareket Partisi (MHP). Mehrere unabhängige Kandidaten haben sich nach der Wahl zu unterschiedlichen Parteien zusammengeschlossen, darunter die Partei der Demokratischen Gesellschaft (DTP), die mit 20 Abgeordneten sogar Fraktionsstärke aufweisen konnte.

## Allgemeines

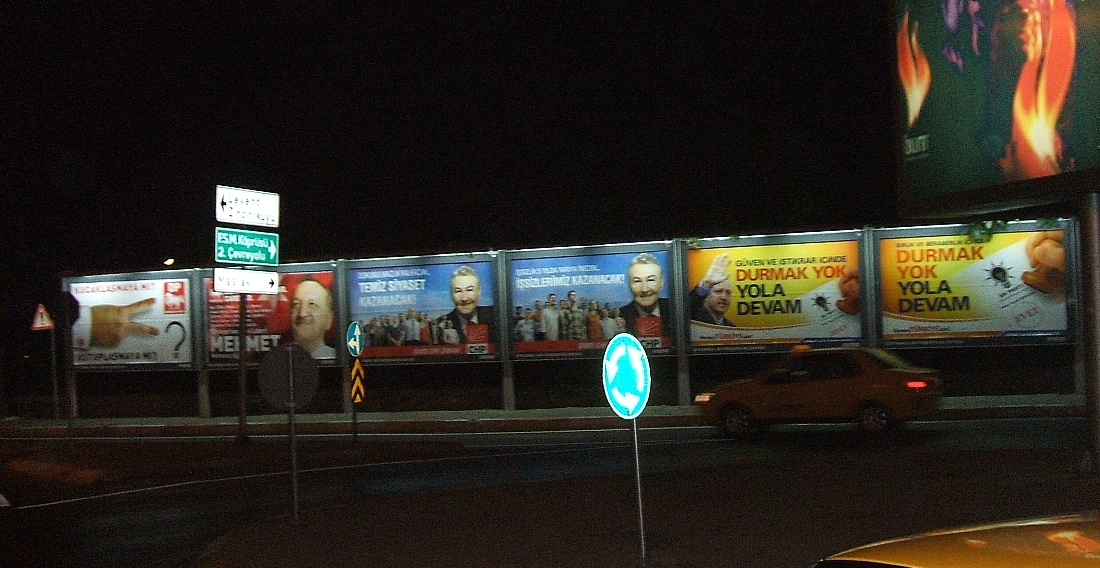
Wahlplakate der DP, CHP und AKP in Etiler, Istanbul

In der Türkei gilt mit 10 Prozent die in Europa höchste Sperrklausel (gemäß § 33 des Wahlgesetzes). Um diese Klausel zu umgehen, beschlossen einige Parteien mit örtlich begrenzter Wählerschaft wie die DTP, ihre Kandidaten als unabhängige Kandidaten in die Wahl zu schicken. Insgesamt stellten sich 699 unabhängige Kandidaten und 14 Parteien zu Wahl.
Das Mindestalter für das passive Wahlrecht lag bei 30 Jahren. 42.799.303 Menschen waren wahlberechtigt, 36.056.293 gaben ihre Stimmen an 158.967 Wahlurnen ab. Die Wahlbeteiligung lag bei 84,25 Prozent. Der Hohe Wahlausschuss (Yüksek Seçim Kurulu) veröffentlichte am 4. Mai 2007 die Liste aller teilnehmender Parteien und Unabhängigen.
In den Provinzen Adıyaman, Ağrı, Artvin, Bingöl, Bitlis, Diyarbakır, Elazığ, Erzincan, Erzurum, Gaziantep, Giresun, Gümüşhane, Hakkari, Kars, Malatya, Kahramanmaraş, Mardin, Muş, Ordu, Rize, Siirt, Sivas, Trabzon, Tunceli, Şanlıurfa, Van, Bayburt, Batman, Şırnak, Ardahan, Iğdır und Kilis waren die Wahllokale von 07:00 bis 16:00 UTC+2 geöffnet. In den restlichen Provinzen waren die Öffnungszeiten von 08:00 bis 17:00 UTC+2.
Vor der Wahl kam es zu einem Wahlbündnis zwischen der Cumhuriyet Halk Partisi (CHP) und der Demokratik Sol Parti (DSP). Es wurde beschlossen, dass die DSP nicht zur Wahl antritt und ihre Kandidaten auf die Liste der CHP setzt. So traten 13 Kandidaten der DSP aus ihrer Partei aus, wurden auf der Liste der CHP in das Parlament gewählt und traten nach der Wahl wieder in die DSP ein.

## Wahlumfragen von verschiedenen Instituten
| Partei | Partei             | Vorsitzender         | Jul. 2006 TS Piar | Jul. 2006 TS Piar | Okt. 2006 SONAR | Okt. 2006 SONAR | Feb. 2007 SONAR | Feb. 2007 SONAR | Mai 2007 SONAR³ | Mai 2007 SONAR³ | Mai 2007 A&G² | Mai 2007 A&G² | Jun. 2007 VERSO4 | Jun. 2007 VERSO4 |
| Partei | Partei             | Vorsitzender         | %                 | +/−               | %               | +/−             | %               | +/−             | %               | +/−             | %             | +/−           | %                | +/−              |
| ------ | ------------------ | -------------------- | ----------------- | ----------------- | --------------- | --------------- | --------------- | --------------- | --------------- | --------------- | ------------- | ------------- | ---------------- | ---------------- |
|        | AKP                | Recep Tayyip Erdoğan | 38,60             | +4,32             | 27,61           | −6,87           | 31,58           | –               | 29,04           | –               | 41,30         | +7,02         | 38,10            | −3,20            |
|        | CHP                | Deniz Baykal         | 11,90             | −7,50             | 18,32           | −1,08           | 14,76           | –               | 14,08           | –               | 13,60         | −5,80         | 20,30            | +6,60            |
|        | DSP                | Zeki Sezer           | 2,00              | +0,71             | 8,14            | +6,92           | 6,70            | –               | 8,30            | –               | 1,20          | –             | –                | –                |
|        | DYP                | Mehmet Ağar          | 7,30              | −2,25             | 13,26           | +3,71           | 13,06           | –               | 12,07           | –               | 10,70         | +1,15         | –                | –                |
|        | MHP                | Devlet Bahçeli       | 5,80              | −2,40             | 13,04           | +4,70           | 13,67           | –               | 12,18           | –               | 6,90          | −1,44         | 14,10            | +7,20            |
|        | DTP                | Nurettin Demirtaş    | 5,70              | −0,53             | 4,24            | −1,99           | 4,37            | –               | 2,60            | –               | 3,60          | –             | 3,10             | −0,50            |
|        | AP                 | Erkan Mumcu          | 3,70              | −1,43             | 5,61            | −0,12           | 4,10            | –               | 8,30            | –               | –             | –             | –                | –                |
|        | GP                 | Cem Uzan             | 3,50              | −3,75             | 5,25            | −2,02           | 6,90            | –               | 10,07           | –               | 3,90          | –             | 3,70             | −0,20            |
|        | SHP                | Murat Karayalçın     | 2,09              | –                 | 1,37            | –               | –               | –               | –               | –               | –             | –             | –                | –                |
|        | SP                 | Recai Kutan          | 1,60              | −0,88             | –               | –               | –               | –               | –               | –               | –             | –             | –                | –                |
|        | BBP                | Muhsin Yazıcıoğlu    | 0,60              | −0,34             | –               | –               | 1,50            | –               | 2,43            | –               | –             | –             | –                | –                |
|        | ÖDP                | Mehmet Ufuk Uras     | 0,30              | −0,40             | –               | –               | –               | –               | –               | –               | –             | –             | –                | –                |
|        | Restliche Parteien |                      | 3,06              | –                 | 1,98            | –               | –               | –               | –               | –               | –             | –             | –                | –                |

## Teilnehmende Parteien
Alphabetische Reihenfolge nach den türkischen Namen der 14 teilnehmenden Parteien:
| Logo | Logo | Partei                                       | Ausrichtung                      | Spitzenkandidat       |
| ---- | ---- | -------------------------------------------- | -------------------------------- | --------------------- |
|      |      | Gerechtigkeits- und Entwicklungspartei (AKP) | islamisch-konservativ            | Recep Tayyip Erdoğan  |
|      |      | Partei der Erleuchteten Türkei (ATP)         | nationalistisch                  | Oktay Öztürk          |
|      |      | Partei der unabhängigen Türkei (BTP)         | nationalistisch                  | Haydar Baş            |
|      |      | Republikanische Volkspartei (CHP)            | kemalistisch, sozialdemokratisch | Deniz Baykal          |
|      |      | Demokratische Partei (DP)                    | liberal-konservativ              | Mehmet Ağar           |
|      |      | Partei der Arbeit (EMEP)                     | marxistisch-leninistisch         | Abdullah Levent Tüzel |
|      |      | Junge Partei (GP)                            | nationalistisch                  | Ufuk Alkan            |
|      |      | Partei für den Aufstieg des Volkes (HYP)     | kemalistisch                     | Yaşar Nuri Öztürk     |
|      |      | Arbeiterpartei (İP)                          | sozialistisch                    | Doğu Perinçek         |
|      |      | Liberaldemokratische Partei (LDP)            | liberal                          | Cem Toker             |
|      |      | Partei der Nationalistischen Bewegung (MHP)  | rechtsextrem                     | Devlet Bahçeli        |
|      |      | Partei der Freiheit und Solidarität (ÖDP)    | sozialistisch                    | Mehmet Ufuk Uras      |
|      |      | Partei der Glückseligkeit (SP)               | islamistisch                     | Recai Kutan           |
|      |      | Kommunistische Partei der Türkei (TKP)       | kommunistisch                    | Aydemir Güler         |

## Staatliche Parteienfinanzierung
| Logo    | Logo | Partei                                       | Vorsitzender         | Summe (YTL) | Summe (EUR) |
| ------- | ---- | -------------------------------------------- | -------------------- | ----------- | ----------- |
|         |      | Gerechtigkeits- und Entwicklungspartei (AKP) | Recep Tayyip Erdoğan | 141.216.258 | 82.249.419  |
|         |      | Republikanische Volkspartei (CHP)            | Deniz Baykal         | 79.874.759  | 46.528.688  |
|         |      | Demokratische Partei (DP)                    | Mehmet Ağar          | 30.306.255  | 17.654.016  |
|         |      | Partei der Nationalistischen Bewegung (MHP)  | Devlet Bahçeli       | 26.547.814  | 15.464.647  |
|         |      | Junge Partei (GP)                            | Cem Uzan             | 23.020.688  | 13.410.023  |
| Quelle: |      |                                              |                      |             |             |

## Amtliches Endergebnis

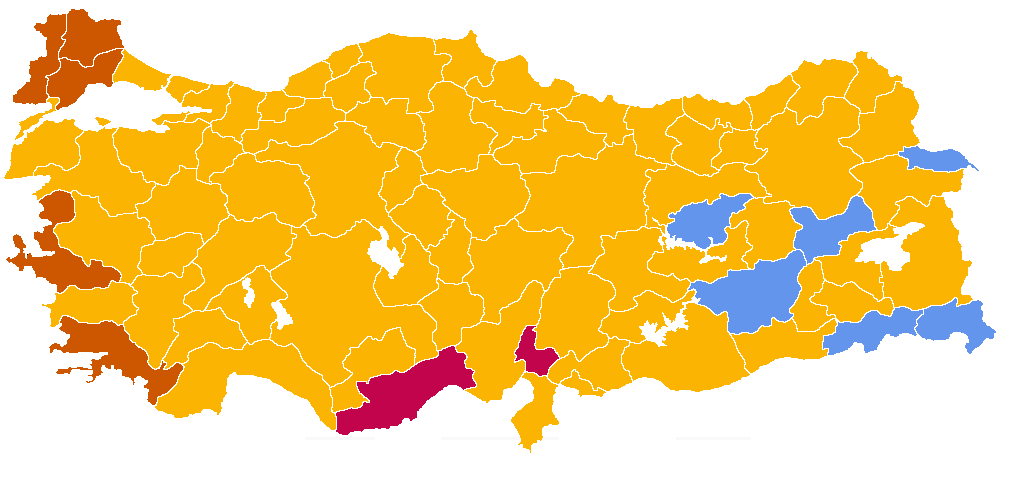
Gewinner nach Provinzen:
AKP
Unabhängige
CHP
MHP

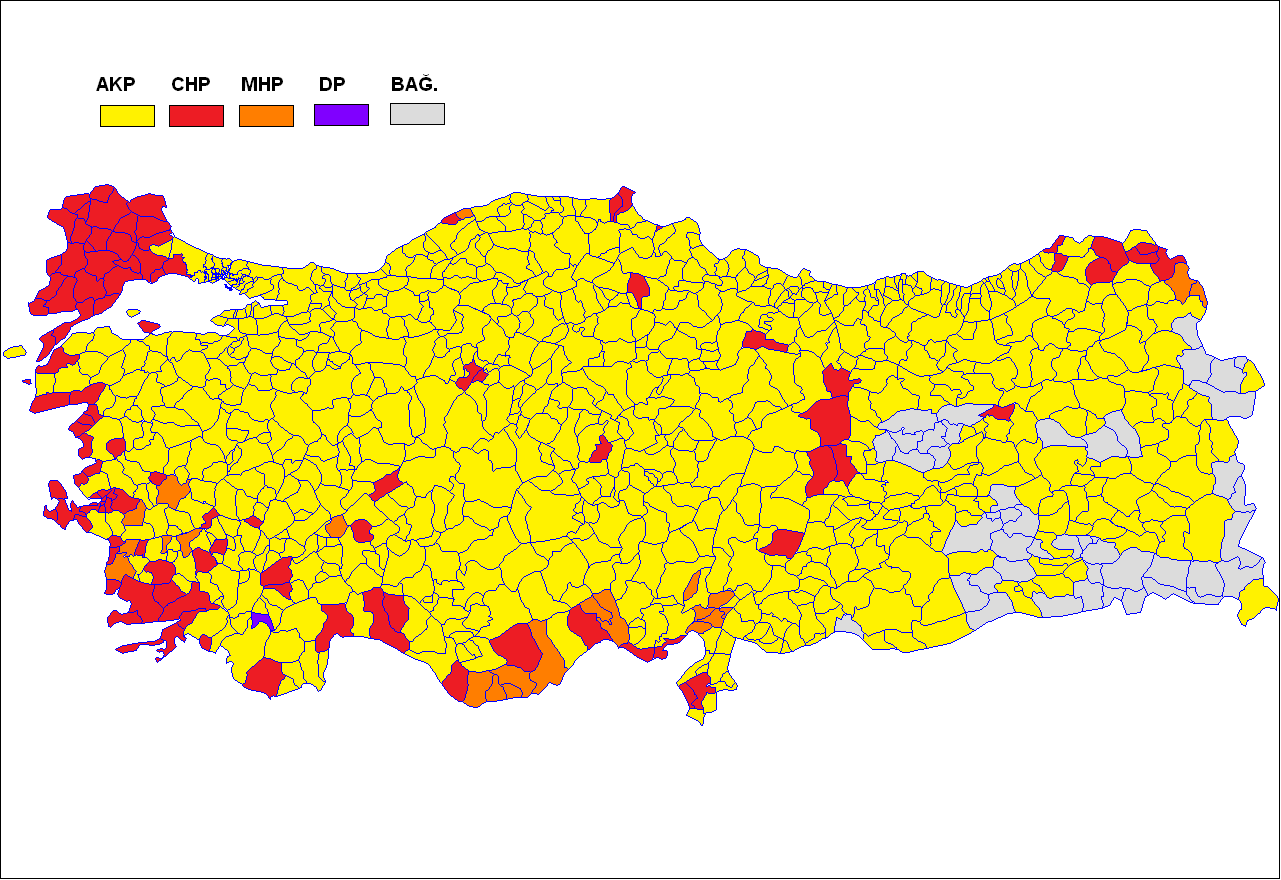
Gewinner nach Landkreisen

Das amtliche Wahlergebnis wurde am 30. Juli bekanntgegeben. Am 27. Juli bekam Recep Tayyip Erdoğan vom Staatspräsidenten Sezer den Auftrag der Regierungsbildung. Das neue Parlament trat zum ersten Mal am 4. August zusammen.
| Partei                      | Partei                                       | Stimmen    | Stimmen | Stimmen | Sitze  | Sitze |
| Partei                      | Partei                                       | Anzahl     | %       | +/−     | Anzahl | +/−   |
| --------------------------- | -------------------------------------------- | ---------- | ------- | ------- | ------ | ----- |
|                             | Gerechtigkeits- und Entwicklungspartei (AKP) | 16.327.291 | 46,58   | +12,3   | 341    | −22   |
|                             | Republikanische Volkspartei (CHP)            | 7.317.808  | 20,88   | +1,49   | 112    | −66   |
|                             | Partei der Nationalistischen Bewegung (MHP)  | 5.001.869  | 14,27   | +5,91   | 71(1)  | +71   |
|                             | Demokratische Partei (DP)                    | 1.898.873  | 5,42    | −4,12   | 0      | ±0    |
|                             | Unabhängige                                  | 1.835.486  | 5,24    | +4,24   | 26     | +17   |
|                             | Junge Partei (GP)                            | 1.064.871  | 3,04    | −4,21   | 0      | ±0    |
|                             | Partei der Glückseligkeit (SP)               | 820.289    | 2,34    | −0,15   | 0      | ±0    |
|                             | Partei der unabhängigen Türkei (BTP)         | 182.095    | 0,52    | +0,04   | 0      | ±0    |
|                             | Partei für den Aufstieg des Volkes (HYP)     | 179.010    | 0,51    | Neu     | 0      | Neu   |
|                             | Arbeiterpartei (İP)                          | 128.148    | 0,37    | −0,14   | 0      | ±0    |
|                             | Partei der Erleuchteten Türkei (ATP)         | 100.982    | 0,29    | Neu     | 0      | Neu   |
|                             | Kommunistische Partei der Türkei (TKP)       | 79.258     | 0,23    | +0,04   | 0      | ±0    |
|                             | Partei der Freiheit und Solidarität (ÖDP)    | 52.055     | 0,15    | −0,19   | 0      | ±0    |
|                             | Liberaldemokratische Partei (LDP)            | 35.364     | 0,10    | −0,18   | 0      | ±0    |
|                             | Partei der Arbeit (EMEP)                     | 26.292     | 0,08    | Neu     | 0      | Neu   |
| Gesamt                      | Gesamt                                       | 35.049.691 | 100,00  |         | 550    |       |
| Gültige Stimmen             | Gültige Stimmen                              | 35.049.691 | 97,21   | +0,99   |        |       |
| Ungültige Stimmen           | Ungültige Stimmen                            | 1.006.602  | 2,79    | −0,99   |        |       |
| Wahlbeteiligung             | Wahlbeteiligung                              | 36.056.293 | 84,25   | +5,11   |        |       |
| Nichtwähler                 | Nichtwähler                                  | 6.743.010  | 15,75   | −5,11   |        |       |
| Registrierte Wähler         | Registrierte Wähler                          | 42.799.303 |         |         |        |       |
| Quelle: Hoher Wahlausschuss |                                              |            |         |         |        |       |

(1) Durch den Unfalltod eines Abgeordneten blieb ein Sitz vakant. Daher hatte die MHP nur 70 statt 71 Sitze.

## Unabhängige Abgeordnete
Einige Parteien stellten ihre Kandidaten als Unabhängige für diese Wahl auf, da sie befürchteten, an der Sperrklausel zu scheitern. Auch ehemalige Spitzenpolitiker wie Mesut Yılmaz oder Kamer Genc gingen diesen Weg, um ins Parlament gewählt zu werden. Pro forma sind die unabhängigen Kandidaten aus ihren Parteien ausgetreten. Allerdings können sie, wenn sie gewählt worden sind, wieder in ihre Parteien eintreten. Über diesen Umweg können dann kleinere Parteien im Parlament vertreten sein. Außerdem kann man mit 20 unabhängigen Abgeordneten eine Fraktion gründen. Die Kandidaten der kurdischen DTP gründeten die Kampagne der Tausend Hoffnungen (Türk.: Bin Umut; Kurd.: Heviyan Hezar), um ihre Kandidaten landesweit zu unterstützen und zu präsentieren. Dieser Kampagne schlossen sich auch Kandidaten anderer Parteien, wie der ÖDP und der SDP an.
Insgesamt nahmen 699 Unabhängige an dieser Wahl teil.
| Kandidat                  | Wahlregion         | Prozentualer Stimmenanteil in % (regional) | Gruppe (Ehemalige Partei)                     |
| ------------------------- | ------------------ | ------------------------------------------ | --------------------------------------------- |
| 1 – Mesut Yılmaz          | Rize               | 22,94                                      | Anavatan Partisi                              |
| 2 – Ahmet Türk            | Mardin             | 19,35                                      | Bin Umut Adayları (DTP)                       |
| 3 – Akın Birdal           | Diyarbakır         | 11,78                                      | Bin Umut Adayları (SDP)                       |
| 4 – Ayla Akat Ata         | Batman             | 19,78                                      | Bin Umut Adayları                             |
| 5 – Aysel Tuğluk          | Diyarbakır         | 9,44                                       | Bin Umut Adayları (DTP)                       |
| 6 – Bengi Yıldız          | Batman             | 19,30                                      | Bin Umut Adayları                             |
| 7 – Emine Ayna            | Mardin             | 15,57                                      | Bin Umut Adayları                             |
| 8 – Fatma Kurtulan        | Van                | 11,80                                      | Bin Umut Adayları                             |
| 9 – Gültan Kışanak        | Diyarbakır         | 12,59                                      | Bin Umut Adayları                             |
| 10 – Hamit Geylani        | Hakkari            | 17,58                                      | Bin Umut Adayları                             |
| 11 – Hasip Kaplan         | Şırnak             | 24,18                                      | Bin Umut Adayları                             |
| 12 – İbrahim Binici       | Urfa               | 6,11                                       | Bin Umut Adayları                             |
| 13 – Kamer Genç           | Tunceli            | 17,22                                      | Sosyaldemokrat Halkçı Parti Doğru Yol Partisi |
| 14 – Mehmet Nezir Karabaş | Bitlis             | 16,04                                      | Bin Umut Adayları                             |
| 15 – Mehmet Nuri Yaman    | Muş                | 16,83                                      | Bin Umut Adayları                             |
| 16 – Mehmet Ufuk Uras     | İstanbul 1. Gebiet | 3,74                                       | Bin Umut Adayları (ÖDP)                       |
| 17 – Muhsin Yazıcıoğlu    | Sivas              | 11,30                                      | Büyük Birlik Partisi                          |
| 18 – Orhan Miroğlu        | Mersin             | 5,19                                       | Bin Umut Adayları                             |
| 19 – Osman Özçelik        | Siirt              | 25,49                                      | Bin Umut Adayları                             |
| 20 – Özdal Uçer           | Van                | 11,20                                      | Bin Umut Adayları                             |
| 21 – Pervin Buldan        | Iğdır              | 26,90                                      | Bin Umut Adayları                             |
| 22 – Sebahat Tuncel       | İstanbul           | 4,54                                       | Bin Umut Adayları                             |
| 23 – Selahattin Demirtaş  | Diyarbakır         | 9,74                                       | Bin Umut Adayları                             |
| 24 – Sevahir Bayındır     | Şırnak             | 29,47                                      | Bin Umut Adayları                             |
| 25 – Sırrı Sakık          | Muş                | 16,90                                      | Bin Umut Adayları                             |
| 26 – Şerafettin Halis     | Tunceli            | 27,14                                      | Bin Umut Adayları                             |

## Zahl der Abgeordneten nach Provinzen

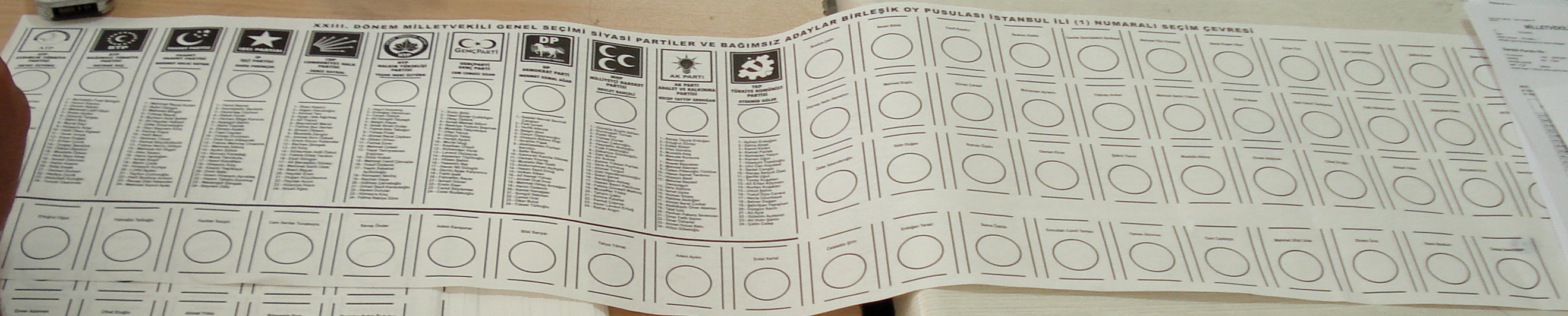
Ein Wahlzettel für das 1. Gebiet Istanbul

| - Adana: 14 - Adıyaman: 5 - Afyonkarahisar: 7 - Ağrı: 5 - Amasya: 3 - Ankara 1. Gebiet: 15 - Ankara 2. Gebiet: 14 - Antalya: 13 - Artvin: 2 - Aydın: 8 - Balıkesir: 8 - Bilecik: 2 | - Bingöl: 3 - Bitlis: 4 - Bolu: 3 - Burdur: 3 - Bursa: 16 - Çanakkale: 4 - Çankırı: 3 - Çorum: 5 - Denizli: 7 - Diyarbakır: 10 - Edirne: 4 - Elazığ: 5 | - Erzincan: 3 - Erzurum: 7 - Eskişehir: 6 - Gaziantep: 10 - Giresun: 5 - Gümüşhane: 2 - Hakkari: 3 - Hatay: 10 - Isparta: 5 - Mersin: 12 - Istanbul 1. Gebiet: 24 - Istanbul 2. Gebiet: 21 | - Istanbul 3. Gebiet: 25 - İzmir 1. Gebiet: 12 - İzmir 2. Gebiet: 12 - Kars: 3 - Kastamonu: 4 - Kayseri: 8 - Kırklareli: 3 - Kırşehir: 3 - Kocaeli: 9 - Konya: 16 - Kütahya: 6 - Malatya: 7 | - Manisa: 10 - Kahramanmaraş: 8 - Mardin: 6 - Muğla: 6 - Muş: 4 - Nevşehir: 3 - Niğde: 3 - Ordu: 7 - Rize: 3 - Sakarya: 6 - Samsun: 9 - Siirt: 3 | - Sinop: 3 - Sivas: 6 - Tekirdağ: 5 - Tokat: 7 - Trabzon: 8 - Tunceli: 2 - Şanlıurfa: 11 - Uşak: 3 - Van: 7 - Yozgat: 6 - Zonguldak: 5 - Aksaray: 4 | - Bayburt: 2 - Karaman: 3 - Kırıkkale: 4 - Batman: 4 - Şırnak: 3 - Bartın: 2 - Ardahan: 2 - Iğdır: 2 - Yalova: 2 - Karabük: 3 - Kilis: 2 - Osmaniye: 4 - Düzce: 3 |

Quelle:

## Meldungen
- Die Partei für Freiheit und Wandel (Hürriyet ve Değişim Partisi) nahm trotz Zulassung zur Wahl nicht an den Wahlen teil.
- Die Mutterlandspartei (Anavatan Partisi) und die Partei des Rechten Weges (Doğru Yol Partisi) wollten sich zur Demokratischen Partei (Demokrat Parti) vereinen. Allerdings scheiterte dies, so dass nur die DYP sich in DP umbenannte und an den Wahlen teilnahm. Die ANAP verzichtete am 6. Juni auf die Wahlen.
- Die Demokratische Linkspartei (DSP), die prokurdische Demokratik Toplum Partisi und die Sozialdemokratische Volkspartei nahmen nicht an der Wahl teil.
- Die Demokratische Linkspartei ließ stattdessen ihre Kandidaten auf der Liste der CHP antreten.[17]
- Der unabhängige Kandidat für das 2. Gebiet in İstanbul Tuncay Şeyranlıoğlu wurde während einer Autofahrt von unbekannten Tätern erschossen.[18]
- In diesem Parlament werden 49 Frauen vertreten sein: 28 Frauen von der AKP, 10 von der CHP, 9 Unabhängige und 2 von der MHP. Dies entspricht mit 8,9 % dem höchsten Frauenanteil in der Geschichte der Türkei.[19]
- Der neugewählte Abgeordneter der MHP für Istanbul Prof. Dr. Mehmet Cihat Özönder verunglückte wenige Tage nach der Wahl bei einem Autounfall.[20] Der hohe Wahlausschuss entschied, dass kein anderer Kandidat nachrücken darf, somit blieb ein Sitz im Parlament unbesetzt.

## Auswirkungen der Wahl
- Der Vorsitzende der Demokrat Parti Mehmet Ağar gab während der Wahlauswertung (22. Juli 2007) bekannt, dass er von seinem Posten als Parteichef zurücktritt. Der stellvertretende Vorsitzende Nüzhet Kandemir gab daraufhin ebenfalls seinen Rücktritt bekannt.[21]
- Für die Entsorgung der Wahlplakate, Fahnen und anderer Propagandamittel wurden allein in Istanbul 100.000 Euro (178.200 YTL) ausgegeben.[22]